# Kopekin Györgyi
Kopekin Györgyi (Budapest, 1967. október 11.) magyar színésznő, pornószínésznő. 
Ismert alakítása a Hamis a baba című filmben szereplő Bögyös Maca. Pornófilmekben főként Georgina Lempkin néven szerepelt. Különleges jellemzője az extrém nagyméretű (44G), természetes mellei.

## Élete és pályafutása
Testi adottságival először 16 éves korában jelent meg a nyilvánosság előtt, amikor – szülői beleegyezéssel – a Duci magazinban jelentek meg róla aktképek. Szélesebb ismertséget a Hamis a Baba című film hozott számára. Az 1991-ben készült film rendezője és producere, Bujtor István egy mellékszerepre kérte fel. Az általa alakított Bögyös Maca a film egyik jellegzetes karakterévé, a BM (azaz Bögyös Maca) kifejezés pedig szállóigévé vált.
Ezután német nyelvterületen dolgozott pornószínészként, a nagy mellek (big tits) kategóriájú filmekben szerepelt Georgina Lempkin művésznéven. További használt művésznevei Georgia Kist és Tina Samson. Többek között Dolly Busterrel (Kateřina Bochníčková), a német nyelvterületen az 1990-es években legismertebb pornószínésszel is dolgozott. Mintegy 20 német pornófilmben szerepelt. 1996-ban visszavonult a filmezéstől, de utána esetenként még vállalt sztriptízfellépéseket egy nürnbergi klubban.

## Magánélete
Visszavonulása után férjhez ment, két gyermeke született. Németországban él.